# Armando Pizzuti
Armando Pizzuti (Isernia, 11 novembre 1982) è un casting director e attore italiano.

## Biografia
Nasce ad Isernia e dopo il liceo si trasferisce a Roma dove inizia a studiare recitazione.
Dal 2002 per tre anni frequenta, a Roma, la scuola di recitazione di Beatrice Bracco; inoltre segue un corso di dizione con Giorgia Trasselli.
Nel 2005 debutta al Teatro India di Roma con lo spettacolo Proust, diretto da Giuliano Vasilicò.
Nel 2006  esordisce sul grande schermo con il film Notte prima degli esami, regia di Fausto Brizzi, in cui è il "secchione" Santilli, interpretato nuovamente in Notte prima degli esami - Oggi (2007).
Nello stesso anno appare su Canale 5 nella miniserie tv La freccia nera, diretta da Fabrizio Costa, in cui interpreta il ruolo di Bruno. Inoltre gira Goodbye Benevento, regia di Elvira Grilli, docu-fiction che promuove il Sannio, proiettata in vari eventi e negli Stati Uniti durante il Columbus Day, in cui interpreta il figlio di un emigrante del Sannio che ritorna a visitare con la sua famiglia il paese di origine.
Nel 2006 debutta anche ne L'uomo, la bestia e la virtù di Luigi Pirandello, regia di Fabio Grossi, con Leo Gullotta, spettacolo teatrale di grande successo, prodotto dal Teatro Eliseo di Roma, in tournée anche nella stagione 2007-2008.
Protagonista del lungometraggio dal titolo provvisorio "Lucantonio, un umile santo", per la regia di L. Fortino, che racconta la vita di Sant'Umile da Bisignano, frate vissuto nel 1600.
Dal 2012 al 2015 ha recitato nel programma per bambini Melevisione in onda su Rai Yoyo nei panni di Martino, lo gnomo Postino.
Dal 2015 lavora come casting director per produzioni italiane e internazionali.

## Carriera

### Teatro
- Proust, regia di Giuliano Vasilicò (2005)
- Sogno di una notte di mezza estate, regia di Mario Baldini
- La bisbetica domata di William Shakespeare, regia di Mario Baldini
- L'uomo, la bestia e la virtù di Luigi Pirandello, regia di Fabio Grossi (2006-07-08)
- Turbamenti notturni (2007), regia di Riccardo Reim
- La notte delle lucciole (2009-2010), regia di Roberto Andò
- Le favole di esopo (2012), a Monteroduni
- Eppur si muove, il caso Galilei, regia di Riccardo Diana (2013-2014)

### Cinema
- Notte prima degli esami, regia di Fausto Brizzi (2006)
- Notte prima degli esami - Oggi, regia di Fausto Brizzi (2007)
- Di tutti i colori, regia di Max Nardari (2014)

### Televisione
- La freccia nera, regia di Fabrizio Costa - Miniserie TV - Canale 5 - (2006)
- Amiche mie, regia di Paolo Genovese e Luca Miniero - Miniserie TV - Canale 5 (2008)
- R.I.S. 5 - Delitti imperfetti, regia di Fabio Tagliavia - Serie TV - Canale 5, episodio 5x16 (2009)
- Melevisione, regia di Alfredo Franco e Pierluigi Pantini (2012-2015)